# گل‌خورک لاغر گینه نو
گل‌خورک لاغر گینه نو (نام علمی: Zappa confluentus) نام یک گونه از تیره گاوماهیان است.